# ジャン＝ジャック・イス
ジャン＝ジャック・イス（Jean-Jacques His、1947年3月16日 - ）は、フランス出身の自動車エンジン技術者である。ルノーとフェラーリのエンジン開発責任者だったことで特に知られる。

## 経歴
子供の頃から自動車レースが好きで、1964年イタリアグランプリで初めてフォーミュラ1（F1）のレースを生で観戦し、この時期のF1は多くのエンジンビルダーが参戦していたことからイスは強く印象づけられることになった。それから、出身地にほど近いカーンのリセ・マレルブで学んだ後、エコール・サントラル・パリで1971年に工学の学位を得、翌年は国立高等石油・天然ガス学校でエンジン工学を専攻した。
学生時代からいつかはF1に関わりたいと考え、卒業後の進路として、マトラ（1970年代初めの時点でF1に参戦していたフランス唯一のコンストラクター）からもF1の車体開発に携わらないかと声を掛けられたのだが、イスの専門はエンジンなので、F1の車体開発に関わるよりも市販車のエンジンを扱う仕事に就くことを選んだ。
そうして、1973年にルノーに入社し、エンジンの研究開発部門に配属された。当初、ヴァンケルエンジンの試作開発などにも携わったが、入社から10年ほどの間は主にディーゼルエンジンの研究開発を担当した。その間、ルノー初の乗用車用ディーゼルエンジンであるJ8S（1976年）と、ルノー・F型エンジンの最初のエンジンで、やはりディーゼルのF8M（1981年）の開発プロジェクトでは開発責任者を務めた。

### F1・1980年代
ルノーはイスが入社した1970年代半ば頃からモータースポーツ（サーキットレース）における活動を活発化させており、1977年からF1に参戦していたが、市販車用エンジンの開発を手掛けていたイスが接点を持つことはしばらくなかった。1983年シーズンにルノーチームのアラン・プロストが僅差でドライバーズタイトルを逃したことで、ルノーF1を取り巻く状況が変化し、イスはF1の仕事に関わり始めることになる。
プロストは1983年限りでチームから離脱し、時を同じくして、同社のレース部門であるルノー・スポールで、エンジン開発の中心人物の一人だったジャン＝ピエール・ブーディもまた1983年限りでルノーを離れることになった。それに伴い、イスは1984年初めにルノー・スポールに移り、ルノーF1のエンジン開発責任者であるベルナール・デュドとともに、F1用の1.5リッターV型6気筒ターボエンジンの開発に携わるようになった。
同年からF1でレース中の給油が禁止となったため、エンジンの燃費を抑えることがエンジン開発の上で重要となった。イスはその課題に取り組み、1985年シーズンでルノーが新たに投入したEF15エンジンは、エンジンブロックの設計が変更され、従来のEF1エンジンに比べて8 kgの軽量化を果たし、燃費の改善も達成した。しかし、ルノーチームの成績は低調で、1985年8月、ルノーは同年限りでF1におけるフルワークスチームの活動を終了し、エンジンサプライヤーに徹することを決定した。

#### フェラーリ（1985年 - 1988年）
ルノーが活動を縮小することに伴い、イスは同年11月にフェラーリ（スクーデリア・フェラーリ）に移籍した。ルノーが、F1のワークスチームを撤退させ、活動を縮小させた際、イスは他チームからも移籍のオファーを受けたのだが、ルノーの市販車部門に戻るつもりだった。しかし、フェラーリはエンツォ・フェラーリからの直々のオファーがあり、（心情として）どうしても断ることができなかったとイスは後年述べている。
フェラーリにおいて、イスはレース用のエンジンとトランスミッションの開発責任者を任され、F1用のV6ターボエンジンや、インディカー用のV8ターボエンジンの開発や、F1用のV12自然吸気エンジンの開発に携わった。
1988年8月にエンツォ・フェラーリが死去し、それを機にフェラーリを去ることにした。

### F1・1990年代
1988年半ば、イスは市販車用エンジンに再び携わりたいと考えてルノーに復帰したが、すぐさまルノー・スポールに再配属され、再びF1用エンジンの開発を手掛けることになった。ルノーはF1から一時的に撤退していた時期だったが、ルノー・スポールではデュドを中心としてF1復帰に向けて自然吸気エンジンの開発を行っており、イスは再びデュドと仕事を共にする。1989年にF1に復帰したルノーはエンジンサプライヤーとして大きな成功を収め、1997年にワークス活動を終了するまでの間に、ウィリアムズとベネトンによる6回のコンストラクターズタイトル獲得に貢献した。
F1のワークス活動が終了したことに伴い、イスはルノー本体のエンジン設計部門の責任者となり、エンジンとギアボックスの開発を指揮するようになった。

### F1・2000年代
2000年にルノーはF1に再復帰することになり、それに伴い、イスはテクニカルディレクターとしてルノー・スポールに戻った。この時のF1復帰に際して、ルノーはバンク角111度という広角エンジンを投入し、イスはその開発の中心人物となった。しかし、この特異なエンジンはエンジン出力も信頼性も低く、復帰初期の低迷の要因となった。
イスは2002年にルノー・スポールのマネージングディレクターも任されたが、翌2003年にその職をフラビオ・ブリアトーレが担うことになった。2004年からは年間のエンジンの使用数に制限が設けられることが決まっていたことも踏まえ、ルノーはエンジン設計を刷新することを決定し、ブリアトーレはベルナール・デュドをルノーに呼び戻し、それに伴い、失脚したイスは2003年5月にルノーを去った。

### その後
2003年6月、イスは市販車のエンジンとトランスミッションの開発責任者としてフェラーリに復帰し、その後引退するまでの15年に渡って、フェラーリとマセラティのエンジン開発に携わった。

## 人物
レース部門に長く携わっているが、イス自身は、当時を懐古して、自身はエンジンの人間であってレースの人間ではないと考えており、グランプリの日にサーキットにいる時より、設計やベンチテストなどに向き合っている時やテストのためにサーキットにいる時のほうが気楽だったと述べている。
旧車を趣味とし、学生時代にもDB（ドゥーチェ・エ・ボネ）の車を所有し、余暇はその整備に時間を費やしていたという。1990年代初めから30年以上に渡り、ジャガー・XK120（1953年式）を愛車にしている。

## 栄典
- 2002年 レジオンドヌール勲章 シュヴァリエ[2]